# Zentraler Grenzwertsatz

Annäherung von symmetrischen (oben) und schiefen (unten) standardisierten Binomialverteilungen mit den Parametern und (rot) an die Standardnormalverteilung (grün)

Der zentrale Grenzwertsatz (von Lindeberg-Lévy) (auch CLT von englisch central limit theorem), genauer zentraler Grenzverteilungssatz, ist ein bedeutendes Resultat der Wahrscheinlichkeitstheorie.
Der zentrale Grenzwertsatz liefert die Begründung für das Phänomen, dass der Stichprobenmittelwert als Zufallsvariable (unter gewissen Bedingungen) näherungsweise normalverteilt ist, insbesondere wegen der additiven Überlagerung vieler unabhängiger Zufallseinflüsse, wenn die Varianz dieser Zufallseinflüsse endlich ist.
Für andere zentrale Grenzwertsätze siehe zentrale Grenzwertsätze, welche unter anderem beschreiben, dass neben der Normalverteilung auch andere α-stabile Verteilungen als Grenzverteilungen auftreten, falls Verteilungen berücksichtigt werden, die keine endliche Varianz besitzen.
Der Satz ist benannt nach dem finnischen Mathematiker Jarl Waldemar Lindeberg (1876–1932) und dem französischen Statistiker Paul Lévy (1886–1971). Die Bezeichnung geht auf G. Pólyas Arbeit Über den zentralen Grenzwertsatz der Wahrscheinlichkeitsrechnung und das Momentenproblem von 1920 zurück.
Es existieren verschiedene Verallgemeinerungen, für die eine identische Verteilung keine notwendige Voraussetzung ist. Stattdessen wird dann eine andere Voraussetzung gefordert, die sicherstellt, dass keine der Variablen zu großen Einfluss auf das Ergebnis erhält. Beispiele sind die Lindeberg-Bedingung und die Ljapunow-Bedingung. Darüber hinausgehende Verallgemeinerungen gestatten sogar „schwache“ Abhängigkeit der Zufallsvariablen. Die Klasse der Verallgemeinerungen des zentralen Grenzwertsatzes wird zentrale Grenzwertsätze genannt.

## Zentraler Grenzwertsatz bei identischer Verteilung
Sei {\displaystyle X_{1},X_{2},X_{3},\dots } eine Folge von Zufallsvariablen, die auf demselben Wahrscheinlichkeitsraum mit dem Wahrscheinlichkeitsmaß {\displaystyle P} alle dieselbe Wahrscheinlichkeitsverteilung aufweisen und unabhängig sind (unabhängig und identisch verteilte Zufallsvariablen). Sei weiter angenommen, dass sowohl der Erwartungswert {\displaystyle \mu } als auch die Standardabweichung {\displaystyle \sigma >0} existieren und endlich sind.
Betrachten wir nun die {\displaystyle n}-te Teilsumme dieser Folge von Zufallsvariablen {\displaystyle S_{n}=X_{1}+X_{2}+\cdots +X_{n}}.
Der Erwartungswert von {\displaystyle S_{n}} ist {\displaystyle n\mu } und die Varianz ist {\displaystyle n\sigma ^{2}} (siehe Gleichung von Bienaymé).
Bildet man daraus die standardisierte Zufallsvariable
{\displaystyle Z_{n}={\frac {S_{n}-n\mu }{\sigma {\sqrt {n}}}}={\frac {{\frac {1}{n}}S_{n}-\mu }{\frac {\sigma }{\sqrt {n}}}},}
dann besagt der Zentrale Grenzwertsatz, dass die Verteilungsfunktion von {\displaystyle Z_{n}} für {\displaystyle n\to \infty } punktweise gegen die Verteilungsfunktion {\displaystyle \Phi } der Standardnormalverteilung {\displaystyle {\mathcal {N}}(0,1)} konvergiert. Dies entspricht genau dem Begriff der Konvergenz in Verteilung in der Stochastik. Ist {\displaystyle \Phi } die Verteilungsfunktion von {\displaystyle {\mathcal {N}}(0,1)}, dann bedeutet dies, dass für jedes reelle {\displaystyle z}
{\displaystyle \lim _{n\to \infty }P(Z_{n}\leq z)=\Phi (z).}
In etwas anderer Schreibweise erhält man
{\displaystyle \lim _{n\rightarrow \infty }P\left({\frac {{\overline {X}}_{n}-\mu }{\sigma /{\sqrt {n}}}}\leq z\right)=\Phi (z),}
wobei
{\displaystyle {\overline {X}}_{n}={\frac {S_{n}}{n}}={\frac {X_{1}+\cdots +X_{n}}{n}}}
der Mittelwert der ersten {\displaystyle n} Summanden der Zufallsvariablen ist.

## Bemerkungen
- Der Beweis des Zentralen Grenzwertsatzes erfolgt meist auf Basis allgemeiner Sätze über die Eigenschaften von charakteristischen Funktionen. Auf deren Grundlage reicht es, die Momente beziehungsweise Kumulanten der Folgenglieder {\displaystyle Z_{n}} und so die Koeffizienten der Taylorreihe der charakteristischen Funktion zu bestimmen. Letzteres ist aber einfach möglich (siehe Artikel Kumulante, Abschnitt Zentraler Grenzwertsatz).

- Der Zentrale Grenzwertsatz kann aber auch elementar, das heißt ohne das tiefliegende Hilfsmittel der charakteristischen Funktion, bewiesen werden. Dazu werden Erwartungswerte der Form {\displaystyle \operatorname {E} (f(Z_{n}))} untersucht, die einerseits im Fall einer Indikatorfunktion {\displaystyle f=\mathbf {1} _{[a,b]}} eines abgeschlossenen Intervalls {\displaystyle [a,b]} der Wahrscheinlichkeit {\displaystyle P(a\leq Z_{n}\leq b)} entsprechen und andererseits in Fällen einer genügend glatten Funktion {\displaystyle f} gut approximiert werden können. Dieses Verfahren eines elementaren Beweises stammt von Jarl Waldemar Lindeberg.[3]

- Endliche Stichprobenumfänge lassen die Frage nach der Konvergenzgüte aufsteigen. Unter bestimmten Bedingungen liefert der Satz von Berry-Esseen eine Antwort: Existiert das dritte zentrierte Moment {\displaystyle \operatorname {E} ((X_{1}-\mu )^{3})} und ist es endlich, dann ist die Konvergenz zur Normalverteilung gleichmäßig und die Konvergenzgeschwindigkeit wenigstens von der Ordnung {\displaystyle 1/{\sqrt {n}}}.

- Da für stochastisch unabhängige normalverteilte Zufallsvariablen die Summe wieder normalverteilt ist (da die Normalverteilung eine alpha-stabile Verteilung ist), gilt für diese der zentrale Grenzwertsatz im Endlichen, genauer ist {\displaystyle Z_{n}} für jedes {\displaystyle n} bereits standardnormalverteilt.

- Für stochastisch unabhängige bernoulli-verteilte Zufallsvariablen ist die Summe binomialverteilt und man erhält als Spezialfall des zentralen Grenzwertsatzes den Satz von Moivre-Laplace.

## Verallgemeinerungen
Eine Verallgemeinerung des Zentralen Grenzwertsatzes ist der mehrdimensionale zentrale Grenzwertsatz. Er liefert Aussagen über die Konvergenz der Verteilungen von Zufallsvektoren gegen die mehrdimensionale Standardnormalverteilung.
Eine weitere Verallgemeinerung ist der zentrale Grenzwertsatz von Lindeberg-Feller. Er lässt auch gewisse Abhängigkeiten zwischen den Zufallsvariablen zu, indem er sie zu Gruppen zusammenfasst und die Unabhängigkeit nur innerhalb dieser Gruppen fordert. Die Folge dieser Gruppen wird ein Schema von Zufallsvariablen genannt. Die Lindeberg-Bedingung und die Ljapunow-Bedingung lassen sich auch für Schemata von Zufallsvariablen formulieren und liefern damit Kriterien für die Konvergenz bei Verwendung von Schemata.

### In Banach-Räumen
Der zentrale Grenzwertsatz lässt sich nicht mehr direkt auf unendlichdimensionale Räume erweitern und hängt von der zugrunde liegenden Geometrie ab. Für Banach-Räume führen wir folgende Definition ein:
Sei {\displaystyle (B,\|\cdot \|_{B})} ein Banach-Raum, {\displaystyle X=(X_{i})_{i\in \mathbb {N} }} eine Folge unabhängiger {\displaystyle B}-wertiger Zufallsvariablen mit gemeinsamer Radon-Verteilung. Sei {\displaystyle Z_{n}=n^{-1/2}(X_{1}+\cdots +X_{n})} und {\displaystyle \mu _{n}} die Verteilung von {\displaystyle Z_{n}}. Dann erfüllt {\displaystyle X} den zentralen Grenzwertsatz, wenn {\displaystyle \mu _{n}} {\displaystyle \|\cdot \|_{B}}-schwach gegen ein Radon-Gauß-Maß konvergiert, wenn {\displaystyle n\to \infty }.
Jørgen Hoffmann-Jørgensen und Gilles Pisier zeigten 1976, dass wenn {\displaystyle \mathbb {E} [X_{i}]=0} und {\displaystyle \mathbb {E} [\|X_{i}\|_{B}^{2}]<\infty } für alle {\displaystyle i\in \mathbb {N} } und {\displaystyle B} vom Typ 2 ist, dann erfüllt {\displaystyle X} den zentralen Grenzwertsatz. Allgemein gilt für Typ {\displaystyle 2-\varepsilon } und {\displaystyle \varepsilon >0} der Satz nicht.

## Beweis-Techniken für zentrale Grenzwertsätze
Um zentrale Grenzwertsätze zu beweisen, gibt es verschiedene Möglichkeiten, zum Beispiel die Methode von Stein oder Techniken aus der Fourier-Analysis.